# BMW E84
La BMW E84 è la prima generazione della BMW X1, un'autovettura di tipo SUV di segmento C prodotta dal 2009 al 2015 dalla casa automobilistica tedesca BMW.

## Storia e profilo

### Debutto
Presentata al salone di Parigi, la E84 è il sintomo della tendenza di molte case automobilistiche alla riduzione delle dimensioni dei motori e di proporre versioni in scala ridotta dei loro modelli di spicco a partire dalla fine degli anni '90. Come la più grande X3, la prima generazione dell'X1 è realizzata sulla base della contemporanea Serie 3, opportunamente adattata, ma si propone con molte differenze rispetto al SUV presentato cinque anni prima.

### Contesto e caratteristiche
Innanzitutto si tratta di una vettura con molti tratti da crossover: l'altezza da terra tipica di un SUV è unita alla carrozzeria dalle forme tutto sommato poco squadrate, tipiche piuttosto di una station wagon. Diverse fonti la descrivono infatti come una crossover; in ogni caso la E84 è stata un classico esempio di quanto già nel primo decennio del XXI secolo possano essersi fatti labili i confini tra le varie tipologie di vetture. Alla fine degli anni 2000, la casa di Monaco ha lanciato anche un'altra vettura particolare, la Serie 5 GT, altra sorta di crossover, simile a una grossa berlina di lusso a due volumi con elevata altezza da terra. Anche questo modello risulta essere di difficile classificazione, ancor più che non la X1.

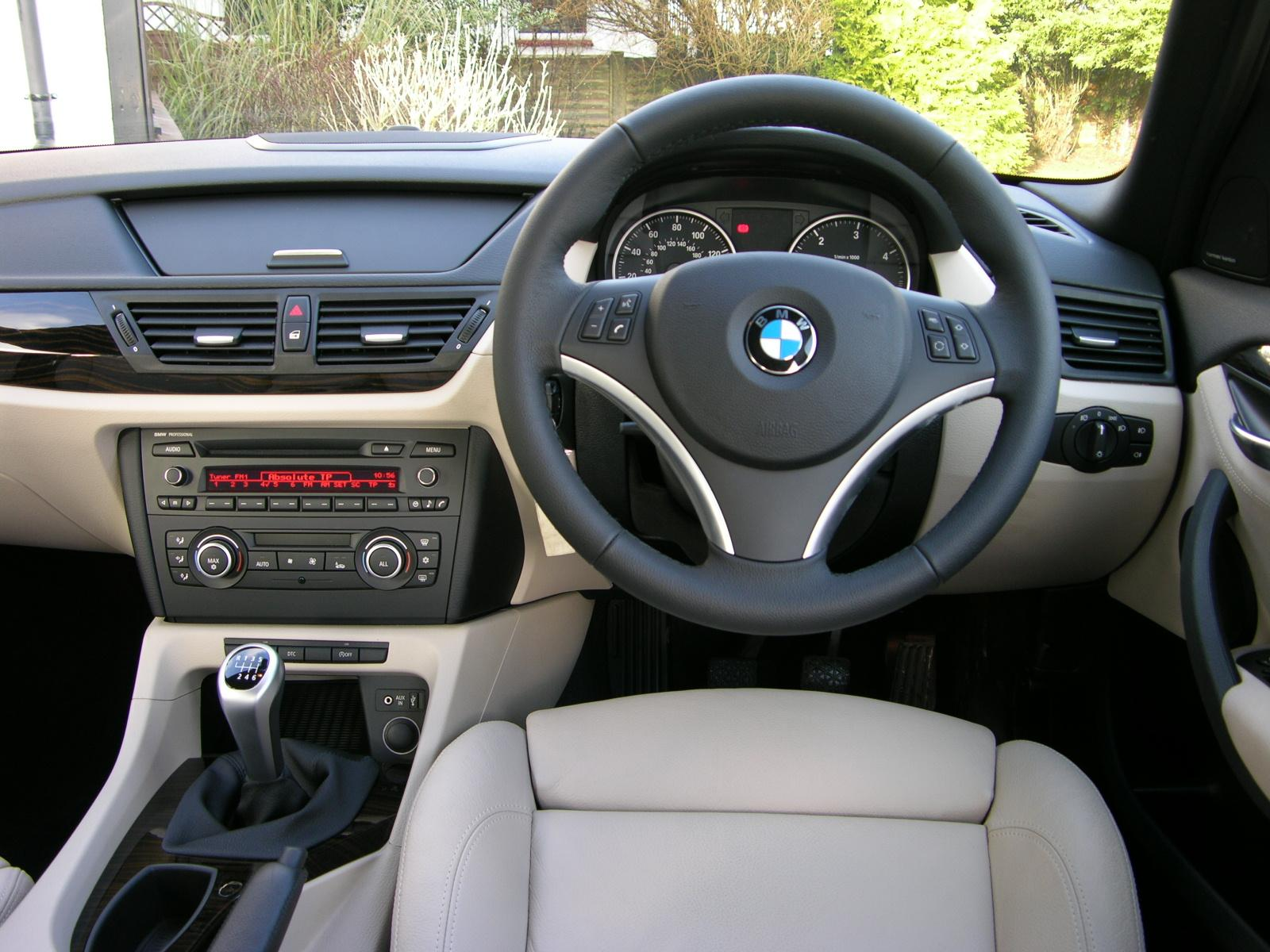
Posto guida di una BMW X1 del 2010

Tornando alla E84, un'altra differenza coi classici SUV è il fatto che questo modello non è stato reso disponibile unicamente con la trazione integrale, ma anche nella classica trazione posteriore: nel primo caso, i modelli vengono identificati con la sigla xDrive, mentre nel secondo prendono il nome di sDrive.
La trazione su un solo asse comporta consumi inferiori e quindi minori emissioni inquinanti; la BMW X1 è il primo SUV progettato tenendo conto anche di questo fattore, se si esclude la X6 ActiveHybrid, che comunque, all'epoca del lancio della X1, era ancora allo stadio di prototipo e sarebbe entrato in produzione solo all'inizio del 2010. Inoltre, un SUV con trazione su un solo asse costa di meno e può catturare l'interesse di una cerchia più vasta di clienti.
La commercializzazione è iniziata il 24 ottobre 2009: al debutto la X1 era prevista già in un'interessante gamma di motorizzazioni. Il solo motore a benzina era un 3 litri da 258 CV, mentre i due motori turbodiesel common rail erogavano rispettivamente 177 e 204 CV. Questi motori erano mutuati dalla Serie 3 contemporanea alla E84, ossia la E90 (e le sue declinazioni coupé, cabriolet e Touring); da esse la E84 mutuava anche lo schema delle sospensioni, benché rivisto in modo da avere un'altezza da terra più pronunciata. Si ritrovarono quindi le sospensioni a ruote indipendenti con retrotreno multilink a 5 bracci, mentre le versioni a trazione integrale erano prive del blocco dei differenziali.
Erano disponibili due tipologie di cambio disponibili: le versioni meno costose montavano un manuale a 6 marce, mentre quelle più ricche erano equipaggiate con un cambio automatico sequenziale a 6 rapporti. La xDrive20d, che di serie montava il manuale, poteva avere l'automatico a richiesta.
I livelli di allestimento erano inizialmente tre, ossia i tradizionali Eletta, Attiva e Futura. Solo in seguito, con l'arrivo delle versioni minori d'attacco, si sarebbe aggiunto un quarto livello più economico, definito "base". L'equipaggiamento era piuttosto completo fin dalle versioni minori e comprendeva tra l'altro per tutte le versioni i 6 airbag, il climatizzatore automatico, il controllo di stabilità e della trazione. Per il discorso dell'ecocompatibilità della E84, va sottolineata anche la presenza del sistema Start&Stop, utile in città, poiché spegne il motore della vettura durante la sosta ai semafori, per poi riavviarlo automaticamente non appena si rilascia il pedale della frizione. Anche tale dispositivo aiuta ad abbattere consumi ed emissioni nocive. La più economa tra le E84 previste al debutto, la sDrive20d, vantava 139 grammi di CO2 per km, un valore di rilievo per un SUV. Completa anche la lista optional: comune a tutte le versioni era la possibilità di avere a richiesta l'Adaptive Light Control, il Comfort Access System, il navigatore satellitare, i retrovisori esterni elettrocromatici e ripiegabili, la telecamera posteriore e il tetto panoramico apribile elettricamente. Su alcune versioni erano inoltre disponibili i fari allo xeno e i sensori di parcheggio.
Per quanto riguarda la sicurezza automobilistica, la E84 fu sottoposta ai crash test dell'EuroNCAP totalizzando il risultato di 5 stelle.

## Evoluzione
Poco più di un mese dopo l'esordio, all'inizio di dicembre, la gamma si arricchì con l'arrivo delle X1 sDrive18d e xDrive18d, che montavano un 2 litri turbodiesel da 143 CV. Tale versione era ancora più economa e "pulita", specie nella versione sDrive a trazione posteriore. Tali versioni prevedevano anche il già citato allestimento base in aggiunta agli altri tre. Nell'aprile del 2010 arrivarono due nuove motorizzazioni a benzina, rispettivamente da 2 litri (150 CV) e da 3 litri (218 CV). Mentre la prima motorizzazione andò a equipaggiare la versione sDrive18i, che costituirà il modello di attacco della gamma, la seconda venne montata sulla xDrive25i a trazione integrale.
Nel marzo 2011, appena un anno dopo il suo debutto, la xDrive25i venne cancellata dal listino, e così anche la xDrive28i: entrambi i modelli furono sostituiti da un altro modello intermedio, sempre denominato xDrive28i, ma che al posto del vecchio 3 litri N53 finora declinato nei due livelli di potenza di 218 e 258 CV, propose un nuovissimo 2 litri turbo twin scroll siglato N20 e la cui potenza massima raggiunge 245 CV. Nel settembre dello stesso anno venne introdotta a Francoforte la nuova gamma E84, con due importanti novità: in primo luogo, tra la sDrive18i e la xDrive28i, fu introdotta una nuova versione, equipaggiata con un 2 litri turbo, lo stesso della xDrive28i, ma con potenza ridotta a 184 CV. Tale versione poté essere richiesta sia a trazione posteriore (sDrive20i), sia a trazione integrale (xDrive20i); l'altra novità si ebbero sul fronte diesel, con l'arrivo della sDrive20d Efficient Dynamics, con motore 2 litri turbodiesel da 163 CV. Queste due novità nella gamma E84, però, furono riservate almeno inizialmente solo ad alcuni mercati, tra cui quello tedesco, ma non per altri, come per esempio quello italiano, il cui listino rimane quindi inizialmente invariato. A partire dal gennaio 2012, però, la xDrive20i entrò a far parte anche del listino italiano, mentre la sDrive20i e la sDrive20d EfficientDynamics arrivarono in Italia solo a partire dalla primavera.

### Restyling 2012

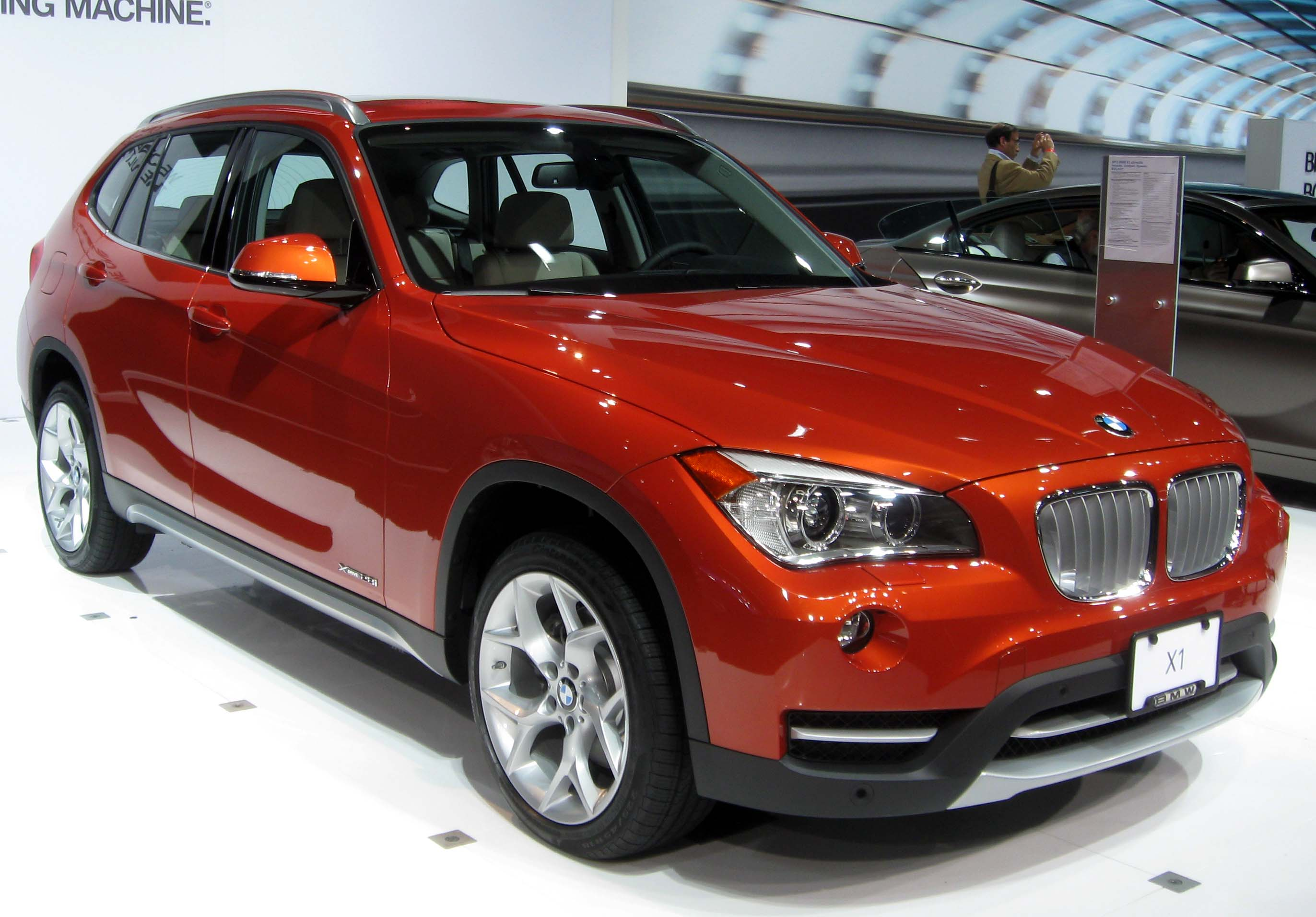
La BMW E84 dopo il restyling del 2012

Nel mese di aprile del 2012, al salone di New York fu presentata la E84 restyling, caratterizzata da paraurti e fari, sia anteriori che posteriori, leggermente ridisegnati. I retrovisori esterni montarono anche gli indicatori di direzione integrati, mentre nell'abitacolo gli aggiornamenti furono ancor più di dettaglio. Tecnicamente, si ebbero diverse novità: la gamma si arricchì infatti di una nuova motorizzazione diesel di base, rappresentata dalla versione sDrive16d, il cui 2 litri turbodiesel venne depotenziato a 116 CV; altra novità fu costituita dalla xDrive25d, che sostituì la xDrive23d e la cui potenza sale da 204 a 218 CV. E ancora, le xDrive20d ed sDrive20d videro la loro potenza salire da 177 a 184 CV. Infine, si ebbe l'arrivo della versione equipaggiata col 3 litri turbo N55 da 306 CV, la quale però fu destinata al solo mercato statunitense, per il quale sono tra l'altro previste solo versioni a benzina.
Dal restyling in poi non si sono avuti ulteriori aggiornamenti alla gamma, eccezion fatta per un aggiornamento agli allestimenti, avvenuto nella primavera del 2014. Nel corso dello stesso anno la produzione della X1 E84 è stata avviata anche presso lo stabilimento BMW di Araquari, in Brasile: per tale mercato, la X1 E84 è prevista in una sola motorizzazione, consistente nel 2 litri turbo a benzina da 184 CV, e solo con trazione posteriore. Ma, a quel punto, la carriera europea della prima generazione della X1 si è già avviata alla conclusione. Nell'estate del 2015 si tiene la presentazione alla stampa della seconda generazione della X1, la BMW F48, che sostituisce il modello uscente nei listini europei e nordamericani.

## Motorizzazioni
Queste sono le versioni della BMW X1 E84 proposte nel mercato europeo (salvo dove specificato diversamente) fin dall'inizio della sua commercializzazione:
| BMW X1 |        |                |                |                  |          |        |            |              |                     |                          |            |                       |
| Modello | Motore | Cilindrata cm³ | Potenza CV/rpm | Coppia Nm/rpm    | Trazione | Cambio | Massa (kg) | Velocità max | Acceler. 0–100 km/h | Consumo medio (l/100 km) | CO2 (g/km) | Commercia- lizzazione |
| Versioni a benzina |        |                |                |                  |          |        |            |              |                     |                          |            |                       |
| sDrive18i | N46B20 | 1995           | 150/6200       | 200/3600         | P        | M-6    | 1.505      | 202          | 9"7                 | 8.2                      | 191        | 04/2010-06/2015       |
| sDrive20i1 | N20B20 | 1997           | 184/ 5000-6250 | 270/ 1250-4500   | P        | M-6    | 1.560      | 220          | 7"4                 | 7.1                      | 165        | 09/2011-06/20151      |
| xDrive20i2 | N20B20 | 1997           | 184/ 5000-6250 | 270/ 1250-4500   | I        | M-6    | 1.650      | 215          | 7"8                 | 7.7                      | 179        | 09/2011-06/20152      |
| xDrive25i | N53B30 | 2996           | 218/6100       | 277/2500         | I        | A-6    | 1.600      | 223          | 7"9                 | 9.3                      | 217        | 04/2010-03/2011       |
| xDrive28i | N53B30 | 2996           | 258/6600       | 310/2600         | I        | A-6    | 1.595      | 230          | 6"8                 | 9.4                      | 219        | 10/2009-03/2011       |
| xDrive28i | N20B20 | 1997           | 245/5000       | 350/1250         | I        | M-6    | 1.580      | 240          | 6"1                 | 7.9                      | 183        | 03/2011-06/20153      |
| xDrive35i4 (N55) | N55B30 | 2979           | 306/5800       | 400/ 1200-5000   | I        | A-8    | -          | 250          | 5"6                 | 9.6                      | 223        | 06/2012-06/2015       |
| Versioni a gasolio |        |                |                |                  |          |        |            |              |                     |                          |            |                       |
| sDrive 16d | N47D20 | 1995           | 116/4000       | 260/ 1750-3000   | P        | M-6    | 1.470      | 190          | 11"5                | 4.9                      | 128        | 06/2012-06/2015       |
| sDrive18d | N47D20 | 1995           | 143/4000       | 320/ 1.750–2.500 | P        | M-6    | 1.470      | 200          | 9"6                 | 5.2                      | 136        | 12/2009-06/2015       |
| xDrive18d | N47D20 | 1995           | 143/4000       | 320/ 1.750–2.500 | I        | M-6    | 1.540      | 195          | 10"1                | 5.7                      | 150        | 12/2009-06/2015       |
| sDrive20d Efficient Dynamics1 | N47D20 | 1995           | 163/ 3250-4200 | 380/ 1750-2500   | P        | M-6    | 1.565      | 215          | 8"3                 | 4.5                      | 119        | 09/2011-06/20152      |
| sDrive20d | N47D20 | 1995           | 177/4000       | 350/ 1750-3000   | P        | M-6    | 1.490      | 218          | 8"1                 | 5.3                      | 139        | 10/2009-05/2012       |
| sDrive20d | N47D20 | 1995           | 184/4000       | 380/ 1750-2750   | P        | M-6    | 1.490      | 220          | 7"8                 | 4.9                      | 129        | 06/2012-06/2015       |
| xDrive20d | N47D20 | 1995           | 177/4000       | 350/ 1750-3000   | I        | M-6    | 1.575      | 213          | 8"4                 | 5.8                      | 153        | 10/2009-05/2012       |
| xDrive20d | N47D20 | 1995           | 184/4000       | 380/ 1750-2750   | I        | M-6    | 1.575      | 215          | 8"1                 | 5.5                      | 145        | 06/2012-06/2015       |
| xDrive23d | N47D20 | 1995           | 204/4400       | 400 2000-2250    | I        | A-8    | 1.595      | 223          | 7"3                 | 6.3                      | 167        | 10/2009-05/2012       |
| xDrive25d | N47D20 | 1995           | 218/4000       | 450/ 1500-2500   | I        | A-8    | 1.595      | 230          | 6"8                 | 5.9                      | 154        | 06/2012-06/2015       |
| 1A partire dal mese di aprile 2012 per il mercato italiano, dal dicembre 2014 anche per il mercato brasiliano, dove verrà prodotta anche dopo la fine della carriera in Europa 2A partire dal gennaio 2012 per il mercato italiano 3Commercializzata in Italia solo fino all'estate del 2012 4Solo per il mercato statunitense |        |                |                |                  |          |        |            |              |                     |                          |            |                       |